# Вјеска на Житави
Вјеска на Житави (слч. Vieska nad Žitavou) насељено је мјесто са административним статусом сеоске општине (слч. obec) у округу Злате Моравце, у Њитранском крају, Словачка Република.

## Становништво
| Година:    | 1994. | 2004.    | 2014.   | 2024.   |
| ---------- | ----- | -------- | ------- | ------- |
| Број људи: | 498   | 442      | 466     | 436     |
| Разлика:   |       | -11,24 % | +5,42 % | -6,43 % |

| Година:    | 2023. | 2024.   |
| ---------- | ----- | ------- |
| Број људи: | 452   | 436     |
| Разлика:   |       | -3,53 % |

Према подацима о броју становника из 2011. године насеље је имало 467 становника.